# Valis: The Fantasm Soldier
Valis: The Fantasm Soldier (夢幻戦士 ヴァリス Mugen Senshi: Varisu?) La Guerra de los Sueños: Valis, también conocido como simplemente Valis o The Fantasm Soldier, es un videojuego de plataforma de acción de 1986 desarrollado originalmente por Wolf Team y publicado por Telenet Japan para las computadoras domésticas MSX, PC-8801 y X1. Más tarde se trasladó a las computadoras FM-7 y PC-9801, mientras que también se lanzó una versión casi completamente reelaborada para Family Computer, seguida de nuevas versiones para Sega Mega Drive/Genesis y PC Engine Super CD-ROM², y una versión para teléfonos móviles también. Es la primera entrada de la serie homónima. Está protagonizada por una adolescente colegiala japonesa llamada Yuko Asou, convocada para convertirse en la guerrera de Valis empuñando la espada mística titular para proteger la Tierra, el reino de los espíritus y el mundo de los sueños Vecanti del señor de los demonios Rogles. A lo largo del viaje, el jugador explora y busca elementos y potenciadores, lucha contra enemigos y derrota a jefes para aumentar la salud y los atributos máximos de Yuko.
Los programadores Masahiro Akishino y Osamu Ikegame comenzaron a planificar un juego de acción de desplazamiento lateral con una heroína delincuente personalizada, una idea originada por Sukeban Deka, para competir en un concurso patrocinado por la revista informática japonesa LOGiN. Titulado provisionalmente Shoujo Furyou Densetsu, el proyecto se mantuvo en secreto dentro de Telenet hasta que la compañía se enteró de su existencia, pero continuó como su próximo lanzamiento. Sin embargo, el desarrollo se interrumpió después de que un superior de Telenet vino a inspeccionar y expresó su disgusto por los gráficos, ordenando al escritor Hiroki Hayashi que tomara medidas y arreglara el proyecto, lo que llevó a la concepción de Valis. Akishino y Hayashi usaron el trabajo de Ikegame en Shoujo Furyou Densetsu como base para presentar su propia historia e ideas de personajes, que se basaron en una novela personal inconclusa que Hayashi escribió antes del desarrollo y se usó como referencia para la trama y la visión del mundo. Hayashi fue responsable de los diseños de Yuko y Reiko Kirishima, ambos personajes principales de su novela.
Valis se vendió bien, figurando como uno de los tres juegos más vendidos en la clasificación de 1987. Sin embargo, la recepción crítica ha variado según la versión; El lanzamiento original de MSX recibió una respuesta mixta, con críticos que elogiaron la presentación audiovisual, las escenas cinemáticas y el juego frenético, pero las críticas se centraron en su dificultad. La nueva versión de Genesis transmitió opiniones promedio de las publicaciones de juegos, con comentarios sobre su ritmo lento, su corta duración, su baja dificultad y su juego repetitivo. La nueva versión mejorada de PC Engine Super CD fue recibida más favorablemente por los revisores, pero la falta de opciones adicionales y los controles ocasionales que no responden se consideraron puntos negativos. El juego se complementó con adaptaciones de manga, un corto de anime de Sunrise, álbumes de King Records y Wave Master, y libros de doujinshi. Le siguieron Valis II (1989), Valis III (1990) y Valis IV (1991).

## Jugabilidad
Valis: The Fantasm Soldier es un juego de acción y plataformas protagonizado por Yuko Asou, una colegiala japonesa que está destinada a proteger tres reinos diferentes: la Tierra, la tierra de los espíritus y el mundo de los sueños Vecanti. El señor demonio Rogles apaga una luz, que actúa como fuente de poder para los habitantes de Vecanti. En una súplica desesperada por la salvación, su reina Valia busca un alma valiente que pueda ayudarlos en su momento de desesperación, siendo Yuko quien responde a la llamada. Yuko es convocada mágicamente para convertirse en la guerrera de Valis empuñando la espada titular para liberar a Vecanti del mal de Rogles. Rogles le lava el cerebro a la compañera de clase de Yuko, Reiko Kirishima, para que lo ayude a tratar de acabar con el guerrero Valis.
Su jugabilidad varía según la plataforma pero cada una conserva la misma trama básica; en las versiones originales de MSX, PC-8801 y X1, así como en los puertos FM-7 y PC-9801, Valis es un juego de desplazamiento lateral donde el jugador controla a Yuko para luchar contra los enemigos de cada nivel mientras salta a través de las repisas, explora y buscando elementos y potenciadores, antes de enfrentarse a un jefe al final de cada nivel para aumentar la salud y los atributos máximos de Yuko. En ciertos puntos del juego, el juego se detiene y se reproducen escenas cinemáticas con respecto a la historia del juego. La versión de Family Computer difiere considerablemente de las otras versiones, siendo más un juego de rol de acción de desplazamiento lateral, con niveles de estilo laberinto más grandes compuestos de múltiples caminos, lo que resulta en un juego más difícil debido a la falta de contraseña o función de guardado.
La adaptación de Mega Drive/Genesis exhibe un sistema de juego más similar a los juegos posteriores de la serie Valis, particularmente a Valis III; el d-pad mueve al personaje principal y los tres botones de disparo le permiten a Yuko realizar tres acciones: deslizarse, saltar y balancear su espada que se puede actualizar en tres etapas y hay modos de disparo alternativos. El jugador también puede usar hechizos mágicos, ganándolos después de derrotar a los jefes. La versión de PC Engine Super CD-ROM² presenta mejoras en el sistema de juego (como saltos de altura individuales en lugar de saltos de dos fases y el movimiento deslizante que daña a los enemigos) y escenas con voz. La versión para teléfonos móviles agregó nuevos escenarios y disfraces alternativos.

## Argumento
Yuko Asou (麻生 優子, Asou Yūko) (interpretada por Sumi Shimamoto) es una colegiala de finales de la década de 1980 en Japón que está destinada a proteger tres reinos diferentes: nuestra propia Tierra, la tierra de los espíritus y Vecanti, el mundo de los sueños, empuñando una espada mística conocida como Valis. Demon Lord Rogles (魔王ログレス, Roguresu) (interpretado por Hideyuki Tanaka) apaga una luz en Vecanti que funciona como fuente de poder para quienes viven allí, y en una súplica desesperada por la salvación, su reina Valia (魔王ヴァリア, Varia) (interpretada por Yoshiko Sakakibara) busca un alma valiente que pueda ayudarlos en su momento de desesperación. Yuko en la Tierra es quien responde a la llamada, siendo convocada por fuerzas mágicas a Vecanti para liberarlos del mal de Rogles, quien le lava el cerebro a la compañera de clase de Yuko, Reiko Kirishima (桐島 麗子, Kirishima Reiko) (interpretada por Yūko Mita) para ayudarlo a intentar acabar con el guerrero Valis. Contra probabilidades cada vez más difíciles, Yuko prevalece. Aunque Reiko muere en el proceso, su memoria regresa cuando muere en los brazos de Yuko.

## Desarrollo
Valis: The Fantasm Soldier fue desarrollado en el transcurso de medio año por Wolf Team (más tarde rebautizado como Namco Tales Studio), una subsidiaria de juegos interna de Telenet Japan fundada en 1986, conocida por su trabajo en la franquicia Tales. Fue coproducido y coescrito por Hiroki Hayashi y Yukio Mitsuhashi, con Masahiro Akishino brindando soporte de escenario adicional y actuando como programador de la versión PC-8801. Hayashi también actuó como diseñador conceptual y director de arte. Tomoki Anazawa y Masayasu Yamamoto fueron los principales programadores de las versiones MSX y X1 respectivamente. La banda sonora fue compuesta por Shinobu Ogawa. Hayashi relató el proceso de creación y la historia del proyecto en su sitio web personal, mientras que Yamamoto proporcionó comentarios adicionales sobre el desarrollo en una entrevista de 2007.
Hayashi y Yamamoto explicaron que Akishino y el programador Osamu Ikegame comenzaron a planificar un proyecto tentativamente titulado Shoujo Furyou Densetsu, un juego de acción de desplazamiento lateral con una heroína delincuente personalizada, que habría servido como vehículo para mostrar la acción. Hayashi y Yamamoto afirmaron que la idea se originó en Sukeban Deka, particularmente en la adaptación televisiva de acción en vivo, ya que tanto Akishino como Ikegame eran fanáticos de la serie. Hayashi reveló que el proyecto se hizo como una entrada para "Program Olympics", un concurso patrocinado por la revista informática japonesa LOGiN donde cada desarrollador de juegos crea software para competir, y se mantuvo en secreto dentro de Telenet hasta que la compañía finalmente se enteró de su existencia, pero el desarrollo continuó como su próximo lanzamiento.
Yamamoto declaró que había estado planeando hacer Final Zone Wolf antes de ser cambiado a Shoujo Furyou Densetsu debido a la escasez de personal, mientras que Hayashi se unió al personal después de que finalizó el desarrollo de Final Zone Wolf, ayudando a hacer varios escenarios y dibujando ilustraciones de personajes sin nombre. protagonista principal. Hayashi recordó un día que un superior de Telenet llegó a la sala de desarrollo para inspeccionar la situación y expresó su disgusto por los gráficos debido a la cantidad limitada de colores en pantalla. Tanto Hayashi como Yamamoto afirmaron que el proyecto se suspendió e Ikegame luego renunció a su trabajo en Telenet. Hayashi se sorprendió después de que su superior le ordenara repentinamente que tomara medidas para arreglar el proyecto y tuviera la imagen de una niña luchando con una espada mágica, lo que llevó a la concepción de Valis: The Fantasm Soldier en el acto.
Yamamoto recordó que Akishino y Hayashi usaron el proyecto que Ikegame estaba creando como base para presentar su propia historia e ideas de personajes, siendo Hayashi el responsable de los diseños de Yuko y Reiko. Hayashi declaró que la idea de Valis se basó en una novela personal inacabada que escribió antes del desarrollo, que giraba en torno a la luz y la oscuridad del corazón humano, y presentaba a Yuko y Reiko como personajes principales. Usó su novela como referencia para la trama y la visión del mundo del juego, que se escribió en paralelo a la creación de Shoujo Furyou Densetsu. Al comienzo del desarrollo, Yamamoto calculó la cantidad de mosaicos necesarios para cada nivel, considerando que el uso de sprites de 32x32 requeriría 1024 mosaicos para mapas de escenario y comenzó a crear sus propios datos bajo esta suposición. Yamamoto también recordó haberle dicho a un miembro del personal de ventas de Telenet que deberían poder desplazarse por los mapas grandes, y comentó que el equipo de ventas en ese momento siempre quiso usar el tamaño de un programa y los sprites de los personajes como estrategia de marketing, con Telenet invirtiendo esfuerzo en el título. Para la versión X1, el equipo dibujó ilustraciones especiales para que los usuarios supieran que se insertó un disco incorrecto.

## Lanzamiento
Valis: The Fantasm Soldier fue publicado por primera vez en Japón para MSX por Telenet Japan el 26 de noviembre de 1986. Le siguieron conversiones para las computadoras PC-8801 y X1 en diciembre de ese año, así como puertos para el FM-7 y plataformas PC-9801 en 1987. Estas versiones fueron manejadas por Wolf Team. Más tarde, Telenet desarrollaría una versión casi completamente reelaborada de Valis para Family Computer, publicada solo en Japón por Tokuma Shoten el 21 de agosto del mismo año. En diciembre de 1991, Riot, una división interna de juegos de Telenet, desarrolló y publicó en Japón una nueva versión de Valis para Sega Mega Drive/Genesis. Esta versión presenta ilustraciones de personajes de Osamu Nabeshima. Telenet también lanzó el juego a través de su subsidiaria Renovation Products en Norteamérica. UbiSoft planeó un lanzamiento europeo, como parte de un acuerdo de licencia de múltiples juegos con Renovation, pero nunca se lanzó oficialmente en la región por razones desconocidas. Riot también desarrolló y publicó una nueva versión mejorada para PC Engine Super CD-ROM² el 19 de marzo de 1992. Esta versión introdujo la actuación de voz, con Yuko Asou interpretada por Sumi Shimamoto.
Las versiones originales de MSX y PC-88, así como los remakes de Genesis y PC Engine Super CD-ROM, se relanzaron por primera vez en formato digital para Microsoft Windows a través del servicio Project EGG de D4 Enterprise y la tienda i-Revo, respectivamente. El juego se incluyó junto con sus secuelas como parte de la compilación Valis: The Fantasm Soldier Complete para Windows, publicada por Sunsoft en 2004 con una tirada limitada de 2000 copias, que venía con un CD adicional y una figura. En 2011, D4 Enterprise relanzó la compilación con dos títulos adicionales como Valis: The Fantasm Soldier Complete Plus, que en su lugar venía incluido con una banda sonora en CD. En 2005, Bandai Networks colaboró con el desarrollador R-Force Entertainment para producir una versión de Valis: The Fantasm Soldier para Yahoo! Teléfonos móviles compatibles con Keitai, publicado a través del servicio S! Appli de SoftBank el 18 de mayo de 2005. Konami también puso a disposición la nueva versión de PC Engine Super CD como parte de la línea "PC Engine Archives" en PlayStation Network en 2010, y fue regalado a los suscriptores japoneses de PlayStation Plus en 2014.
En 2021, la empresa de medios Edia anunció reimpresiones de Valis y sus dos secuelas para PC Engine para conmemorar el 35 aniversario de la serie. La adaptación de PC Engine y sus dos secuelas fueron relanzados física y digitalmente como parte de Valis: The Fantasm Soldier Collection para Nintendo Switch en Japón por Edia el 9 de diciembre de 2021. La edición física de la colección también está prevista para una localización en inglés de Limited Run Games. Esta versión fue relanzada más tarde por separado a través de Nintendo eShop por Edia, primero en Japón el 10 de febrero de 2022 y luego en Europa y América del Norte en marzo de 2022. La nueva versión de Genesis se incluyó como parte de la compilación Renovation Collection 1 para Evercade. lanzado en 2022 por Blaze Entertainment, y actualmente está previsto que se incluya junto con la versión MSX como parte de Valis: The Fantasm Soldier Collection II para Switch.

### Otros Medios
El lanzamiento de Valis: The Fantasm Soldier se complementó con una adaptación de manga en la revista Wanpaku Comic de Tokuma Shoten que se publicó entre septiembre y octubre de 1987, escrita por Shou Kobayashi e ilustrada por Hiroki Hayashi. Para promocionar la versión de Family Computer, se incluyó un corto animado de tres minutos de Sunrise, dirigido por Hideaki Anno y Katsuhiko Nishijima, con música de Kohei Tanaka, en la edición de noviembre de 1987 de la revista VHD Anime Vision. También recibió un álbum que contenía la banda sonora original del juego y otros títulos de Telenet Japan, distribuidos en Japón por King Records en 1988. Valis fue uno de varios videojuegos adaptados por Kouta Hirano en un manga titulado Susume!! Hijirigaku Dennou Kenkyuu Bu (進め！！静学電脳研究部 Susume!! Hijirigaku Dennō Kenkyū Bu?) ¡¡Avancemos!! El Departamento de Investigación Cibernética de Shizuoka, publicado por Shinseisha como parte de su colección Gamest Comics el 25 de abril de 1999.